# اچ‌ام‌اس فولی (کی۴۷۴)
اچ‌ام‌اس فولی (کی۴۷۴) (به انگلیسی: HMS Foley (K474)) یک کشتی بود که طول آن ۲۸۹٫۵ فوت (۸۸٫۲ متر) بود. این کشتی در سال ۱۹۴۳ ساخته شد.